# Dionisie Ignat
Ieroschimonahul Dionisie Ignat de la Colciu (n. 1909, Vorniceni, județul Botoșani - d. 2004, Muntele Athos) a fost un călugăr român de la Muntele Athos, mare părinte duhovnicesc al secolului XX.

## Biografie
Părintele Dionisie Ignat s-a născut la 22 septembrie 1909 în comuna Vorniceni (județul Botoșani), într-o familie de țărani cu 8 copii, băieți și fete, dintre care cel mai mare, Gheorghe, a fost și el călugăr sub numele Ghimnazie. Părinții lui, Ioan și Casandra Ignat, i-au dat la botez numele de Dumitru. Era cel mai mic dintre cei opt copii.
Dimitrie (viitorul Dionisie), plin de dorință arzătoare pentru viața monastică, l-a urmat pe fratele său mai mare, monahul Ghimnazie (Gheorghe în lume) la Schitul Măgura în 1923, pe când era în vârstă de numai 14 ani. Starețul schitului a decis să-l accepte, în ciuda vârstei lui, dar în același timp să-l trimită la școală. Astfel că, timp de doi ani, Dimitrie a învățat la Școala Profesională din Târgu Ocna și vizita Schitul cât putea de des.
În 1926, când Moldova a fost tulburată de schimbarea calendarului, pleacă la Muntele Athos, unde nu va mai iesi niciodata pana in 2004 cand se muta la Domnul.